# Parque Quase-Nacional Suzuka

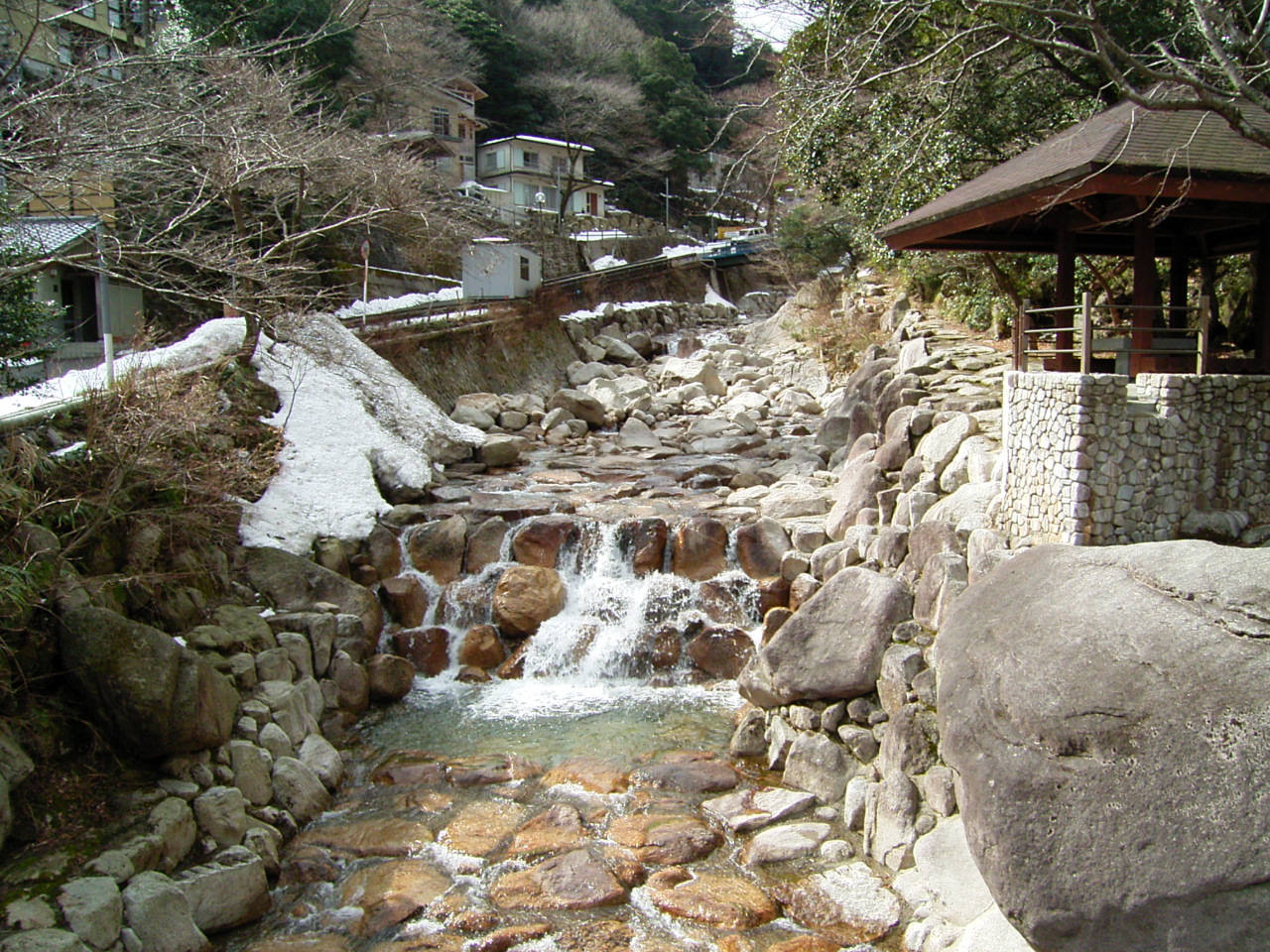
Parque Quase-Nacional Suzuka, na prefeitura Mie

O Parque Quase-Nacional Suzuka é um parque quase-nacional, localizado nas prefeituras japonesas de Mie e Shiga. Foi estabelecido em 22 de julho de 1968 e extende-se por uma área total de 29 821 hectares, dos quais 12 708 são localizados em Mie e 17 113 em Shiga.